# Bijektiv funktion
En bijektiv funktion är en funktion som är injektiv och surjektiv. 
En alternativ definition av bijektiv funktion kan uttryckas som: En bijektiv funktion är en funktion {\displaystyle f:X\rightarrow Y}, från mängden X till mängden Y, som är omvändbar och sådan att {\displaystyle f}:s definitionsmängd {\displaystyle D_{f}=X} och {\displaystyle f}:s värdemängd {\displaystyle V_{f}=Y}.  
{\displaystyle f(x)=x^{3}} är ett exempel på en bijektiv funktion från {\displaystyle \mathbb {R} } till {\displaystyle \mathbb {R} }.

En injektiv och surjektiv funktion och därmed en bijektiv funktion
En injektiv men ej surjektiv funktion och därmed ej en bijektiv funktion
En surjektiv men ej injektiv funktion och därmed ej en bijektiv funktion